# Karel Geraerts
Karel Geraerts (ur. 5 stycznia 1982 w Genk) – piłkarz belgijski grający na pozycji środkowego pomocnika, trener.

## Kariera klubowa
Piłkarską karierę Geraerts rozpoczynał w małym amatorskim klubie o nazwie C.S. Mechelen-aan-de-Maas. W 1996 roku podjął treningi w rodzinnym Genk, w tamtejszym klubie Racing Genk, jednak w 1998 roku przeniósł się do Brugii i występował w drużynie młodzieżowej Club Brugge. W jego barwach zadebiutował w pierwszej lidze w sezonie 2000/2001. W 2001 i 2002 roku wywalczył wicemistrzostwo Belgii, ale miał w tym nikły udział, gdyż rozegrał w każdym z sezonów tylko po jednym spotkaniu (w 2002 roku zdobył także Puchar Belgii). Natomiast w sezonie 2002/2003 zdobył mistrzostwo kraju - w mistrzowskim sezonie wystąpił w 8 spotkaniach.
Latem 2003 nie mając miejsca w składzie Brugge Geraerts przeszedł do KSC Lokeren. Zdobył pierwszego gola w lidze, ale nie osiągnął sukcesu z tym klubem. W 2004 roku przeszedł do Standardu Liège. Tam wywalczył miejsce w wyjściowej jedenastce i w całym sezonie 2004/2005 strzelił 6 goli w lidze i doprowadził Standard do 3. pozycji. W 2006 roku został wicemistrzem Belgii i zdobył krajowy puchar, a w sezonie 2006/2007 wystąpił w eliminacjach Ligi Mistrzów. Zajął też 3. miejsce w Jupiler League.
Laem 2007 na zasadzie wolnego transferu Geraerts trafił do Brugge, wracając tym samym na Jan Breydel Stadion po 4 latach przerwy. W 2011 roku zmienił klub i przeszedł do Oud-Heverlee Leuven. W 2014 roku został zawodnikiem Royalu Charleroi. W 2016 zakończył w nim swoją karierę.
| Sezon   | Klub                | Kraj   | Rozgrywki     | Mecze | Bramki |
| ------- | ------------------- | ------ | ------------- | ----- | ------ |
| 2000/01 | Club Brugge         | Belgia | Eerste Klasse | 1     | 0      |
| 2001/02 | Club Brugge         | Belgia | Eerste Klasse | 1     | 0      |
| 2002/03 | Club Brugge         | Belgia | Eerste Klasse | 8     | 0      |
| 2003/04 | KSC Lokeren         | Belgia | Eerste Klasse | 16    | 1      |
| 2004/05 | Standard Liège      | Belgia | Eerste Klasse | 32    | 6      |
| 2005/06 | Standard Liège      | Belgia | Eerste Klasse | 33    | 2      |
| 2006/07 | Standard Liège      | Belgia | Eerste Klasse | 28    | 8      |
| 2007/08 | Club Brugge         | Belgia | Eerste Klasse | 32    | 5      |
| 2008/09 | Club Brugge         | Belgia | Eerste Klasse | 24    | 1      |
| 2009/10 | Club Brugge         | Belgia | Eerste Klasse | 33    | 5      |
| 2010/11 | Club Brugge         | Belgia | Eerste Klasse | 30    | 4      |
| 2011/12 | Oud-Heverlee Leuven | Belgia | Eerste Klasse | 25    | 3      |
| 2012/13 | Oud-Heverlee Leuven | Belgia | Eerste Klasse | 32    | 8      |
| 2013/14 | Oud-Heverlee Leuven | Belgia | Eerste Klasse | 28    | 2      |
| 2014/15 | Royal Charleroi     | Belgia | Eerste Klasse | 22    | 1      |
| 2015/16 | Royal Charleroi     | Belgia | Eerste Klasse | 13    | 0      |

## Kariera reprezentacyjna
W reprezentacji Belgii Geraerts zadebiutował 17 sierpnia 2005 roku w wygranym 2:0 meczu z Grecją. 12 października tego samego roku zdobył pierwszego gola w kadrze "Czerwonych Diabłów", zapewniając im remis 1:1 nad Litwą. Był podstawowym zawodnikiem Belgów w eliminacjach do Euro 2008. W kadrze Belgii rozegrał 20 meczów i strzelił 4 gole.